# Desmond Seward
Desmond Seward (Paris, 22 de maio de 1935 – 3 de abril de 2022) foi um historiador popular britânico e autor de muitos livros, incluindo biografias de Henrique IV de França, Leonor da Aquitânia, Maria Antonieta, Imperatriz Eugénia e da família de Napoleão. Foi especialista em história da Grã-Bretanha e França no final da Idade Média. Vive na zona rural inglesa na fronteira de Berkshire-Wiltshire.[carece de fontes?]

## Biografia
Seu pai era William Eric Louis Seward, MC (1891-1975), um industrial franco-irlandês cujas experiências como aviador da Primeira Guerra Mundial na Palestina foram documentadas por seu filho em Wings Over the Desert (2009). Nascido em Paris em uma família há muito estabelecida em Bordéus, Seward foi educado na Ampleforth em North Yorkshire e na St Catharine's College, Cambridge. Tem escrito extensivamente sobre a França medieval, também sobre as ordens religiosas militares em que é considerado uma autoridade. Seward é fluente em francês e lê em italiano, latim, inglês medieval e franco-normando. É conhecido pela realização de pesquisas em fontes primárias em locais externos relevantes, e escreveu livros de viagens historicamente orientados. Seu trabalho foi traduzido para dez idiomas, incluindo hebraico e japonês.

## Livros
- The First Bourbon (1971)
- The Monks of War: The Military Religious Orders (1972, nova edição em 2000, traduzido para o espanhol em 2004)
- Prince of the Renaissance (1973)
- The Bourbon Kings of France (1976)
- Eleanor of Aquitaine (1978)
- The Hundred Years War (1978, nova edição em 1996)
- Monks and Wine (1979, tradução do francês 1982)
- Marie Antoinette (1981)
- Richard III (1983, nova edição em 1998)
- Naples (1984)
- Italy's Knights of St George (1986)
- Napoleon's Family (1986)
- Henry V (Henry V as Warlord; 1987)
- Napoleon and Hitler (1988, tradução do russo em 1996)
- Byzantium (com Susan Mountgarret, 1988)
- Metternich (1991, tradução do alemão de 1993)
- Brooks's: A Social History (jt ed com Philip Ziegler, 1991)
- The Dancing Sun: Journeys to the Miracle Shrines (1993)
- Sussex (1995)
- The Wars of the Roses (1995)
- Caravaggio (1998, tradução do japonês de 2000)
- Eugénie (2004)
- Savonarola (2006)
- Jerusalem's Traitor (2009, tradução do hebreu em 2012)
  - Also called: Josephus, Masada and the Fall of Judaea (da Capo, EUA, Abril de 2009)
- Wings over the Desert: In Action with an RFC pilot in Palestine, 1916-18 (Haynes Military, Julho de 2009)
- Old Puglia: A Portrait of South Eastern Italy (com Susan Mountgarret, 2009)
- The Last White Rose: The Spectre at the Tudor Court, 1485-1547 (Constable, 2010; aka The Last White Rose: The Secret Wars of the Tudors).
- The Demon's Brood: A History of the Plantagenet Dynasty (2014)

## Recepção crítica
Suas obras foram em geral bem recebidas pelos críticos por oferecer ao leitor comum um equilíbrio de legibilidade e erudição moderna. The First Bourbon (1971), uma biografia de Henrique IV, fundador da dinastia Bourbon, foi descrita pela Dama Veronica Wedgwood no The Daily Telegraph como um "retrato simpático e bem equilibrado, desenhado com um entusiasmo vigoroso adequado ao assunto [...] uma biografia mais agradável e útil de um grande homem." O History Today o classificou como "Um livro admirável. Aqui uma grande história de sucesso [...] não só é contada com muita verve e legibilidade transparente, mas acima de tudo é contada de dentro da própria era."[carece de fontes?]
The Hundred Years War: The English in France 1337-1453 (1978) foi classificado como "uma narrativa bem escrita, belamente ilustrada, e que leva em conta a investigação mais recente. Também é uma boa leitura.", na resenha de Richard Cobb escrevendo para a New Statesman. The New Yorker observou que "o Senhor Seward nos mostra todos os locais famosos da época rugindo [...] e os ilumina com um conhecimento fácil, uma agradável sensação de detalhe [...] e uma clareza mais agradável do estilo."[carece de fontes?]
Richard III: England's Black Legend (1983) tornou-se controverso devido à rejeição do autor do argumento moderno de que a "lenda negra" de Ricardo não era mais do que propaganda dos Tudor. Os membros da Richard III Society tiveram problemas com a descrição de Seward do rei como "um jovem precursor inglês peculiarmente sinistro do Príncipe de Maquiavel". O biógrafo Kenneth Rose, escrevendo no Daily Telegraph em junho de 1983, alegou que desejaria profundamente que Seward fosse chicoteado fora do Brooks's Club na St James. Alfred Leslie Rowse no entanto descreveu o livro como "um relato confiável e sensato." John Julius Norwich julgou "talvez a melhor, e certamente a mais legível, das biografias recentes." Em agosto de 2014, a Folio Society publicou uma edição atualizada de Richard III: England's Black Legend, à luz da evidência de seu esqueleto. Seward argumentou que a maneira selvagem em que Ricardo foi morto a golpes demonstra o quanto ele era odiado e que, com a prova de sua cifose, isso reforça o caso do retrato de Shakespeare não ser muito longe da verdade.[carece de fontes?]
Seward, um católico romano conservador, foi fortemente criticado por Frank McLynn no The Independent pela credulidade em endossar tais fenômenos religiosos como o espetáculo da "dança do sol" na cidade de Fátima, em Portugal e em outros lugares. Outros comentadores discordaram, o The London Evening Standard observando que The Dancing Sun: Journeys to the Miracle Shrines (1993) "[...] não é, no entanto, um livro de piedade crédula moderna, mas um exemplar de um gênero literário inglês muito mais interessante, a viagem como meio de descoberta pessoal." O The Tablet concordou, observando que Seward tinha abordado o assunto como um cético, mas foi "honesto sobre o fato de que sua jornada é também, em parte, uma busca por garantias para sua própria fé vacilante".

## Distinções
- Cavaleiro da Ordem Soberana e Militar de Malta, 1978
- Cavaleiro Constantiniano de São Jorge (Parma), 2001
- Medalha Benemerente (Casa Real de Bourbon-Parma), 2003